# 엑조티카 (영화)
《엑조티카》(영어: Exotica)는 1994년 개봉한 캐나다의 드라마 영화이다. 애텀 이고이언이 감독과 각본을 맡았다. 1994 칸 영화제 국제영화비평가연맹상 수상작이며, 1994 지니상 시상식에서 작품상을 포함한 8개 부문에서 수상을 했다.

## 출연

### 주연
- 브루스 그린우드
- 미아 커쉬너
- 돈 맥켈러

### 조연
- 사라 폴리
- 빅터 가버
- 데이비드 헴블런
- 피터 그랜츠

## 기타
- 협력프로듀서: 데이빗 웹
- 미술: 린다 델 로사리오
- 미술: 리처드 페리스
- 의상: 린다 뮈어